# Bâmiyân
Pour les articles homonymes, voir Bâmiyân (homonymie).
Bâmiyân ou Bamiyan (dari : بامیان) est une ville du centre de l’Afghanistan, capitale de la province de Bâmiyân. Sa population est d’environ 60 000 habitants, et elle est la capitale traditionnelle du Hazaradjat ou Hazaristan (« le Pays des Hazaras »). Le paysage culturel et les vestiges archéologiques de la vallée de Bâmiyân, dont les Bouddhas, sont inscrits sur les listes du patrimoine mondial et du patrimoine mondial en péril de l'UNESCO depuis 2003.

## Géographie
À quelque 240 km au nord-ouest de Kaboul, Bâmiyân est située dans une vallée à 2500 mètres d'altitude, dominée par les sommets de l'Hindou Kouch et de la chaîne du Koh-i Baba. Elle est la capitale traditionnelle du Hazaradjat, « le pays des Hazaras ». Elle doit sa renommée à la partie ancienne de la ville, où les Bouddhas de Bâmiyân se dressèrent pendant près de deux millénaires, jusqu'à leur destruction par les talibans en mars 2001.
Dans cette étroite vallée au climat particulièrement rigoureux, les rares terres arables sont soigneusement mises en valeur par les paysans souvent misérables. On cultive le blé, des pommes de terre et diverses légumineuses. Le long des ruisseaux, se dressent des plantations de peupliers destinées au bois de charpente ou d'ameublement très rustique. Durant les hivers interminables, les femmes tissent, tricotent des chaussettes, des gants, des vêtements de laine ; elles confectionnent aussi des ornements ou des parures aux couleurs chatoyantes.
Bâmiyân est aujourd'hui un gros bourg, centre d'un habitat relativement dispersé alentour, avec une seule rue principale où se concentre toute l'activité commerciale. Cette rue se transforme en bourbier au moindre orage. L'eau courante est incertaine et l'électricité réservée à ceux qui possèdent un groupe électrogène.
Les vestiges fracassés des deux bouddhas monumentaux détruits en mars 2001 par les talibans, dans la vallée de Bâmiyân, sont préservés avec soin. Des milliers de morceaux, qui vont de petits fragments d'argile à des blocs de roche de près de septante tonnes, représentent environ 90 % des statues d'origine. Une reconstruction est-elle envisageable ? Tandis que des spécialistes débattent de sa faisabilité, une équipe de l'École supérieure polytechnique de Rhénanie-Westphalie teste une technologie en 3D. Celle-ci permet aux chercheurs d'assembler virtuellement les morceaux des anciens géants. Faire concorder les caractéristiques des sédiments des fragments avec celles des cavités où les bouddhas s'élevaient autrefois fournira des indices essentiels sur la position originale de chaque pièce. En attendant, les travaux sur le site se focaliseront sur la stabilisation de la roche fragile de la niche, afin de mieux sauver ce morceau d'histoire.

## Histoire
Il est peu probable que l'on puisse jamais écrire une histoire suivie et incontestable de la région de Bâmiyân entendue au sens large. Les sources sont multiples – sanskrites, arméniennes, vieux perse, palhevis, byzantines, persanes, arabes, etc. – mais les différents auteurs et leurs commentateurs n'évoquent les régions centrales de l'Afghanistan que de façon marginale : « En effet, contrairement à Balkh ou à Ghazni, voire à Fîrouz-Kôh et même à Kaboul ou Kapissa, Bamîyân n'a jamais été  le centre ou l'origine d'un empire ou d'un puissant royaume. Cette région, que son relief et son climat ont souvent tenue à l'écart des invasions et des conflits, s'est trouvée rattachée, de façon plus ou moins ténue suivant les périodes, à la mouvance des empires successifs : achéménide, grec, kouchan, sassanide (IIIe – IVe siècles), kidarite (IVe – Ve siècle), et hephtalite (Ve – VIe siècles) ».

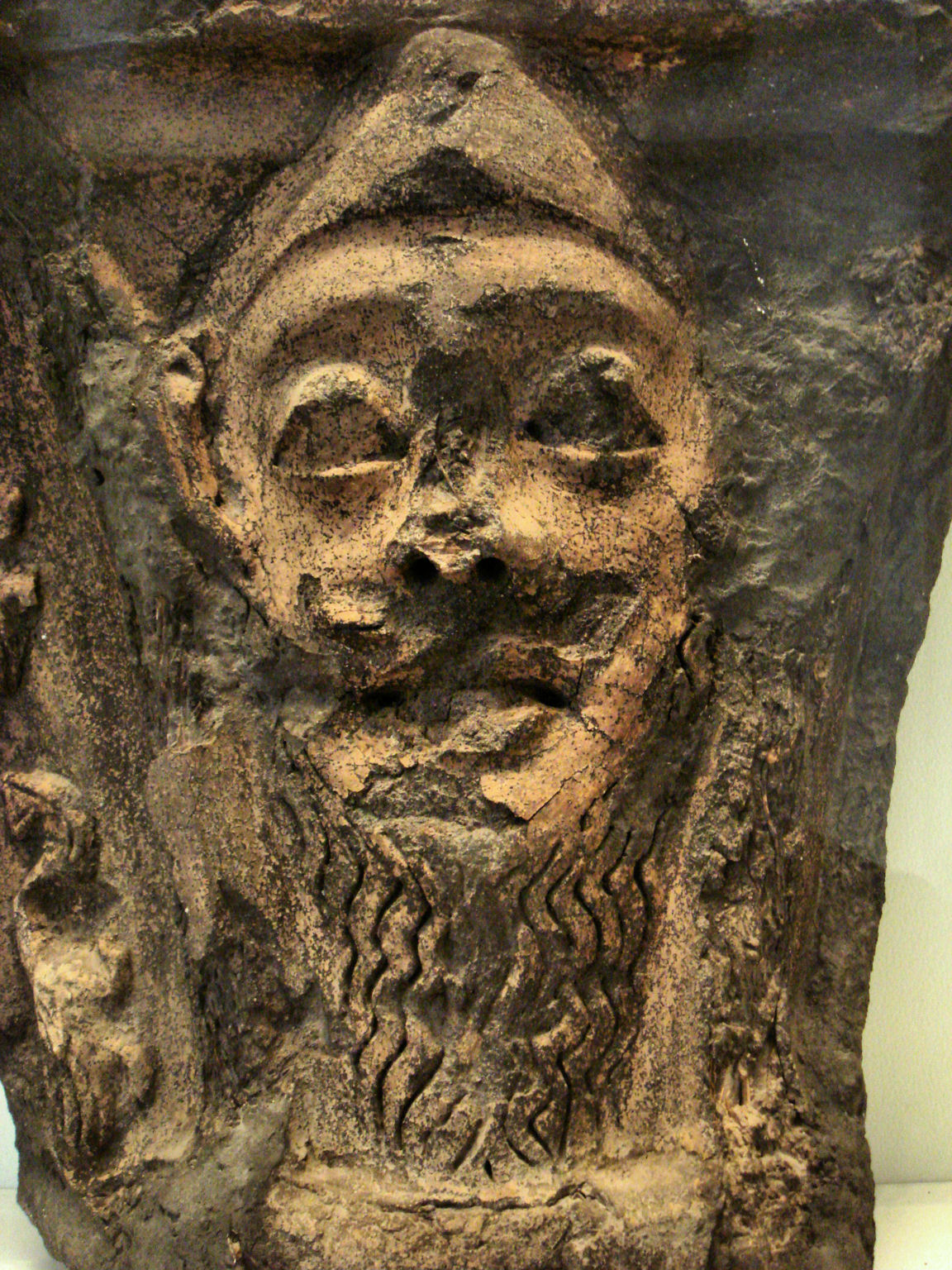
Tête d'homme scythe (?), env. IIIe siècle de notre ère, Bâmiyân. Musée Guimet

Les Hephtalites sont vaincus en Asie centrale par les Turcs, alliés aux Sassanides, vers 560-563, mais ils se maintiennent dans diverses principautés, Balkh, Termez, Kaboul, et sans doute Bâmiyân[réf. à confirmer]. En 625, les Turcs khildj franchissent l'Oxus (l'Amou-Daria) et toutes les principautés demeurant aux mains des Hephtalites (Bâmiyân, Gandhara, Badghis, Badakhshan, Zaboulistan, Djozdjan, Wakhan) passent sous l'autorité du Yabgu du Tokharestan résidant à Kondoz.

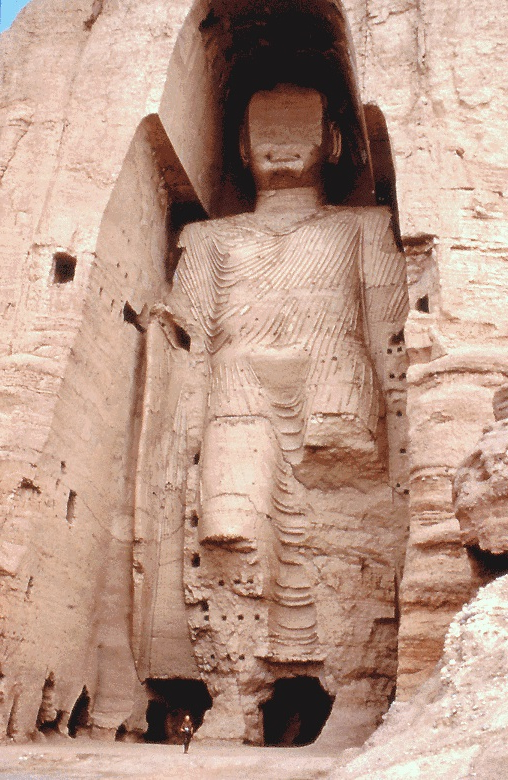
Bâmiyân : Le grand Bouddha

Le bouddhisme s'affirme comme religion dominante, comme en témoigne le passage du moine Hiuan Tsang (Xuanzang) à Bâmiyân en 632. On lui doit la première description de Bamîyân et des Bouddhas. Il signale que la ville comporte alors mille moines vivant dans les cellules creusées dans la falaise.
Les Turcs khildj font  allégeance à l'empereur de Chine en 650.
Ravagée en 871 lors de la conquête de la région par Ya`qûb ben Layth as-Saffâr, venu de Balkh, la région de Bâmiyân voit ensuite ses populations bouddhistes se convertir très progressivement à l'islam. Bamîyân, comme l'ensemble du Hazaradjat ou Hazaristan, passe ensuite sous la domination des ghaznévides (Xe – XIIe siècles), puis des ghorides (fin du XIIe et début du XIIIe siècle).
En 1221, la ville est enlevée et rasée par les Mongols de Gengis Khan. Divers auteurs rapportent que l'un des petits fils du conquérant, Mütügen, aurait été tué lors d'un premier assaut infructueux. Gengis Khan s'en serait vengé en exterminant tous les habitants de la cité ainsi que les animaux. Depuis lors, le monceau de ruines qui subsiste de cette ancienne cité n'est plus appelée que "Chahr-e Gholghola" ("La ville des murmures"), tant de plaintes et de soupirs y étant attachés.
On n'entend plus guère parler de Bamîyân avant le début du XVIe. Bâbour rapporte en effet dans ses Mémoires, le Bâbour Nâhmeh, qu'il les combattit pour les ramener à l'obéissance, et aussi comment, lors d'un hiver particulièrement rude, sur des routes enneigées, il eut les plus grandes difficultés à revenir du Hazâradjat ou Hazaristan à Kaboul en passant par Yakaolang.
Certains auteurs contemporains font porter au dernier des Grands Moghols, Aurangzeb, la première responsabilité d'une tentative de destruction des Bouddhas vers 1647, mais rien n'est moins certain.
Des voyageurs européens, notamment Charles Masson et Alexander Burnes, découvrent Bâmiyân dans la première moitié du XIXe siècle. Ils décrivent les Bouddhas, signalent l'extrême pauvreté des Hazaras, soulignant même que certains d'entre eux sont réduits en esclavage par des chefs ouzbeks. En 1888, les Hazaras se révolteront contre la domination que voulait leur imposer l'émir Abdur Rahman Khan. La répression qui s'en est ensuivie en 1892-93 fut impitoyable.
Dans les années 1920 et 1930, la Délégation archéologique française en Afghanistan (DAFA), sous la direction d'Alfred Foucher puis de Joseph Hackin, a effectué de nombreux relevés et des fouilles à Bâmiyân, contribuant ainsi à faire connaître ce site exceptionnel. 
À la fin des années 1960, Bâmiyân a commencé à être une destination touristique pour de nombreux Européens, notamment Français, visitant l'Afghanistan.
Des fouilles archéologiques complémentaires ont été effectuées par la DAFA, sous la direction de Zemaryalaï Tarzi, professeur à l'université de Strasbourg, lui-même auteur d'une thèse de doctorat sur les fresques de Bamiyân.

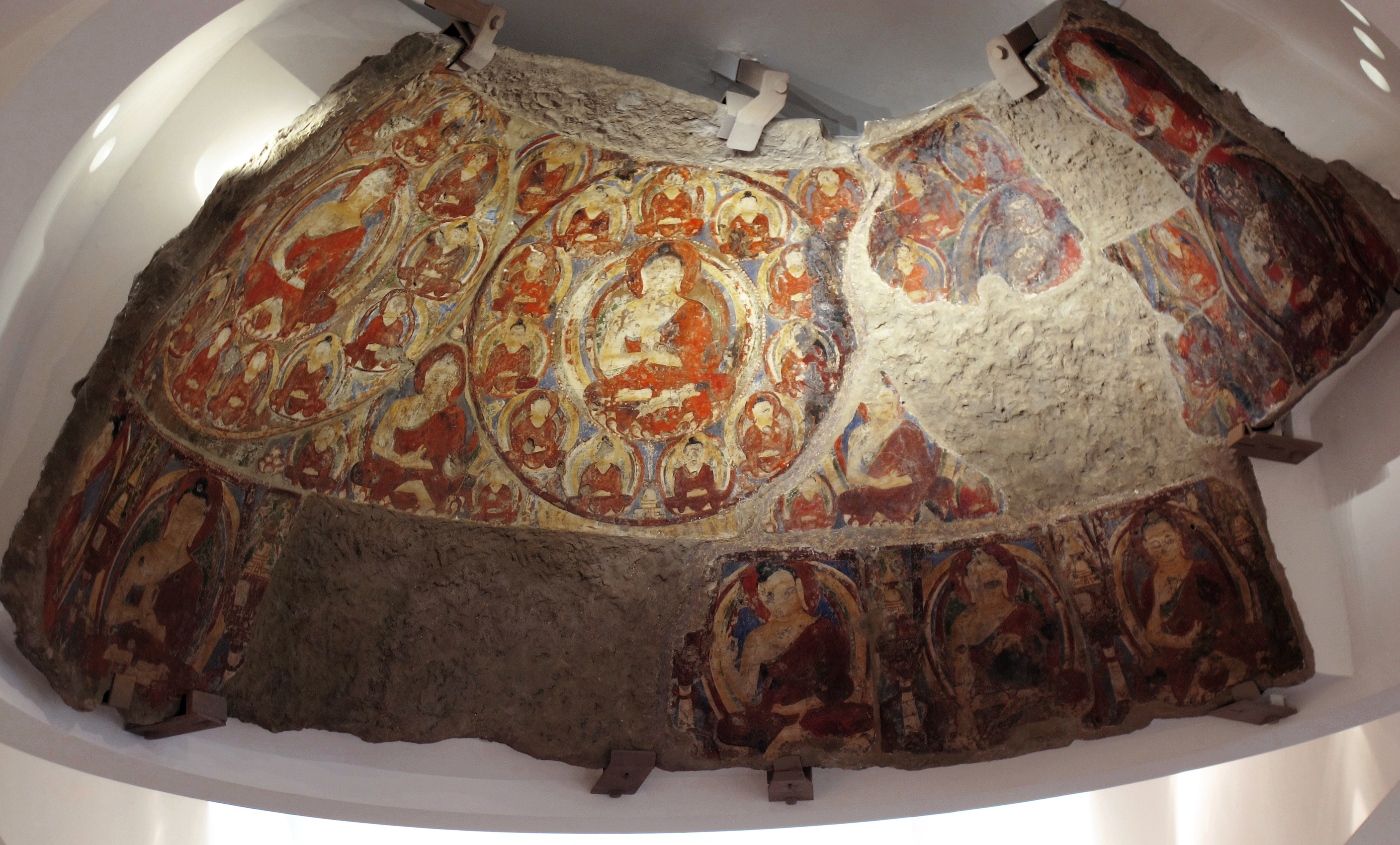
Coupole de Kakrak. Site secondaire près de la falaise de Bamiyan. VIe siècle. Peinture murale, H. 100 cm, D. 300 cm. Musée Guimet
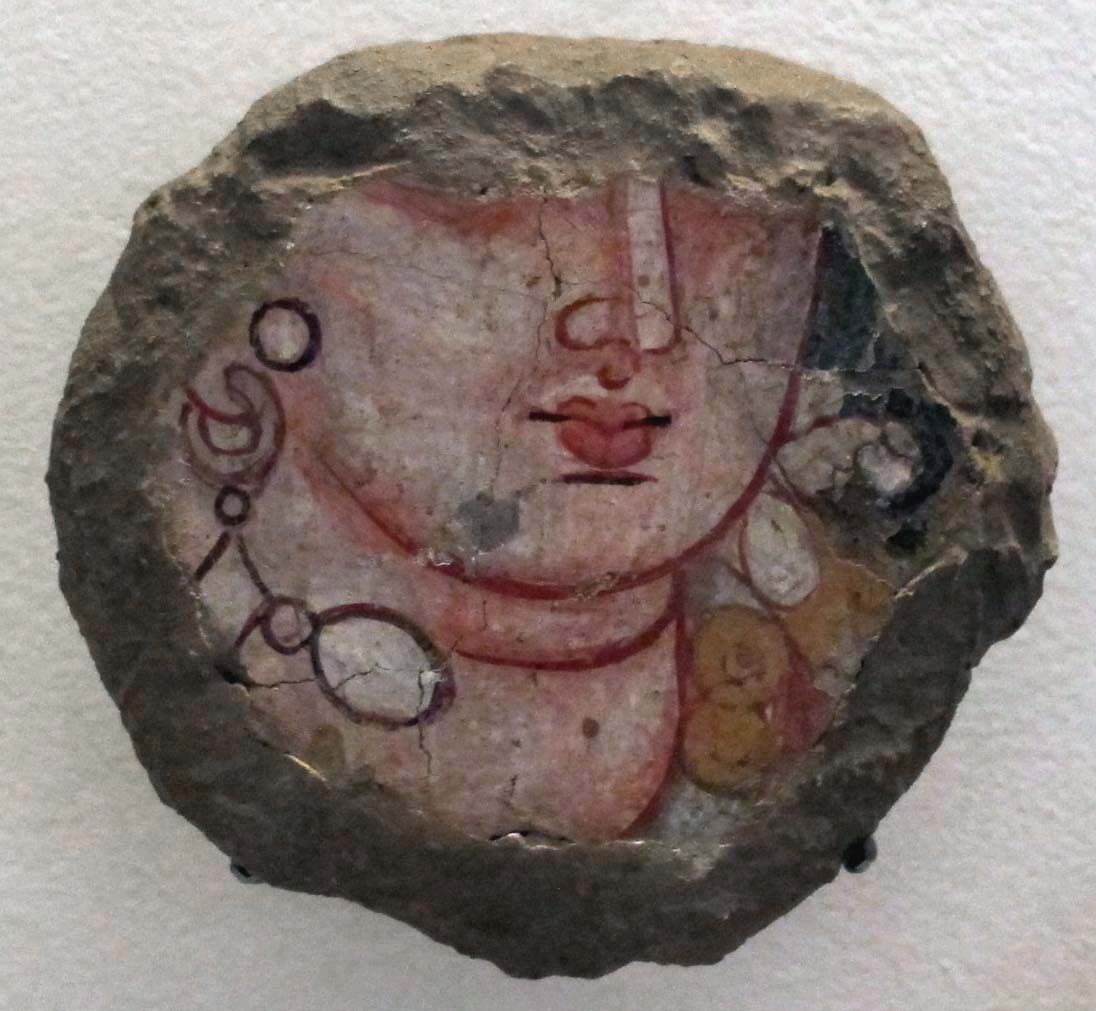
Fragment d'une tête féminine. Peinture murale, grotte G Bamiyan. VIe siècle-VIIe siècle. Musée Guimet

## Divers
Bâmiyân possède un aéroport (code AITA : BIN).
100 crimes contre l'art de Karin Müller relate la destruction des bouddhas, éditions de L'Ecailler, 2012,  (ISBN 978-2-36476-021-9)
Depuis 2005, la gouverneure de la province est Habiba Sarobi.